# Mario Corso
Mario Corso (pronunție în italiană [ˈmaːrjo ˈkorso]; n. 25 august 1941, Verona, Italia – d. 20 iunie 2020, Milano, Italia) a fost un fotbalist și antrenor italian de fotbal. Un mijlocaș stânga faimos și dinamic, el a fost considerat unul dintre cei mai mari jucători italieni de pe poziția sa, câștigând poreclele „Mandrake” și „Piciorul stâng al lui Dumnezeu”, datorită abilităților sale, tehnicii de lovitură liberă și abilității de pase lungi transversale.
Corso a fost amintit în mare parte pentru cariera sa de club de mare succes la Inter și a fost un membru-cheie al echipei Grande Inter a lui Helenio Herrera. De asemenea, el a reprezentat echipa națională de fotbal din Italia în 23 de ocazii. După ce a ieșit la pensie, mai târziu a fost antrenor pentru Internazionale și alte echipe, câștigând grupa B din campania Serie C2 din 1987–88 cu Mantova.

## Palmares

### Club
Inter
- Serie A: 1962–63, 1964–65, 1965–66, 1970–71
- Liga Campionilor UEFA: 1963–64, 1964–65
- Cupa Intercontinentală: 1964, 1965